# 中谷泰
中谷 泰（なかたに やすし/なかたに たい、1909年5月20日 - 1993年5月31日）は、三重県松阪市出身の画家。東京藝術大学教授。

## 人物
戦前、新文展で特選。春陽会会員となる。絵本画家のいわさきちひろに油絵を指導したことでも知られる。本名は中谷泰一（なかたにたいいち）。
戦後は、日本美術会の書記長を務めた美術評論家の水沢澄夫に誘われ、同会に入会。春陽会や、日本アンデバンダン展（日本美術会主催）、平和美術展（美術家平和会議主催）にも作品を出品した。その後、日本美術会代表、東京藝術大学美術学部教授、財団法人いわさきちひろ記念事業団理事長、日本美術会附属美術研究所「民美」所長を歴任した。
戦前から挿絵も手がけ、坪田譲治の名作児童文学『善太と三平』（童話春秋社、1940年）の挿絵を皮切りに、戦後のNHKのラジオドラマ番組「光を掲げた人々」をもとにした「光を掲げた人々」シリーズ全12巻（光の友社、1954年）の多くで挿絵を担当。
1950年代から1960年代初頭にかけて、『美術手帖』『アトリエ』『芸術新潮』などに油絵の手引きや、美術論などを寄稿した。
国立近代美術館に「炭坑」（1956年）、「陶土」（1958年）、「陶土」（1960年）が、神奈川県立近代美術館に「実らぬ稲」（1954年）、「漁婦」（1959年）が、愛知県美術館に「石切山」（1961年）が、三重県立美術館に「風景」（1930年）が、「炭坑町」（1958年）などがいわき市立美術館に、「常滑」（1983年）、「陶器の町‐常滑‐」（1982年）などが常滑市に所蔵されている。
日本共産党文化後援会代表委員を務めたことがある。

## 経歴

### 春陽会に依拠して
- 1909年5月20日、三重県松阪市に生まれる[5]。
- 1929年3月上京、川端画学校に入り石膏デッサンを始める[5]。
- 1930年、第8回春陽展（春陽会）に出品した「街かど」が初入選する[5]。
- 1931年9月、東京・内幸町の春陽会洋画研究所に研究生として入所[5]。
- 1939年、新文展で特選[5]。春陽会会友に推挙される[5]。
- 1942年、第20回春陽展に「窓外風景」、「婦人像」、第5回文展に「水浴」を出品し、特選となる。同年、春陽会洋画研究所の移転に伴って、退所して、以後木村荘八に師事する[5]。いわさきちひろに油絵を教える。
- 1943年、第21回春陽展に「農家の人々」、「憩い」、「山ざと」、「楽人」を出品し、春陽会会員に推挙される[5]。
- 1944年、いわさきちひろ姉妹らと勃利（中国黒龍江省）へ渡る[6]。
- 1945年、兵役に従事[2]。敗戦を迎える。

### 戦後民主主義のなかで
- 1951年、第28回春陽展に「パンをとる子供」、「花」、「毛糸をたばねた静物」、「えんどうとパン」、「さかなの静物」を出品。同年2月、はじめて第4回日本アンデバンダン展（日本美術会主催）に「静物」を出品し、美術評論家の水沢澄夫のすすめで、日本美術会に入会[7]、以後毎回同展に出品する。
- 1953年，第2回平和美術展（美術家平和会議主催）に和歌山県・有田川の水害被災者を描いた「流田」を出品[8]。
- 1954年、第31回春陽展に「農民の顔」、「漁港」、「静物」を出品。同年5月、第1回現代日本美術展に「さかな」「実らぬ稲」を出品する[5]。
- 1955年、日本美術会や平和美術展などの画家仲間と各地を回る。同年冬、佐藤忠良の先達で、常磐炭坑を鳥居敏文、朝倉摂、森芳雄、吉井忠、竹谷富士雄、西常雄、岩松光一郎らと旅行[5]。
- 1956年、第33回春陽展に「炭坑」、「起重機」、「朝顔」を、第2回現代日本美術展に「疲れ」、「炭坑」を出品した[5]。
- 1959年、日本国際美術展で優秀賞[2]。

### 日本美術会役員、東京芸大教授を歴任
- 1966年2月、日本美術会総会で代表に選出。事務局長に谷内栄次[9]。
- 1967年2月、日本美術会総会で代表に選出。事務局長に滝平二郎。1969年2月まで同じ体制[9]。
- 1969年2月、日本美術会総会で代表に選出。事務局長に渋谷草三郎[9]。
- 1971年1月、東京藝術大学美術学部教授に任命された[5]ことを受けて、同年5月、日本美術会の代表を退任[9]。
- 1976年6月、いわさきちひろ記念事業団理事長に就任。1991年4月まで。
- 1977年、第54回春陽展に「陸橋」を出品。同年3月、東京藝術大学を定年退官、同年4月同大学陳列館で退官記念展を開く[5]。
- 1988年4月、三重県立美術館で中谷泰展開催[5]。
- 1989年6月、第31回日本美術会総会で、附属の美術学校「民美」研究所長に選出[9]。
- 1990年、民美研究所長として指導にあたる。翌1991年まで[9]。
- 1993年5月31日、死去。
- 1995年、三重県立美術館県民ギャラリーで「中谷泰展〜所蔵品による」開催[5]。

## 著書

### 図録・画集
- 『中谷泰展』（三重県立美術館、1988年）
- 『中谷泰画集』（山口泰二編、三好企画、2000年）

### 挿絵・装画を描いた出版物
- 『善太と三平』（坪田譲治、童話春秋社、1940年）
- 『たのしいクリスマス』（小峰書店、1950年）
- 『文章のはなし』（古谷綱武、小峰書店、1951年）
- 『水の子ものがたり』（キングスレイ原作、三井嫩子、小峰書店、1951年）
- 『三びきのこぶた』（小峰書店、1951年）
- 『赤い鳥童話名作集 3・4年生』（坪田譲治他編、小峰書店、1951年）
- 『ゆりかごものがたり』（楠山正雄、小峰書店、1952年）
- 『三年生の赤い鳥』（鈴木珊吉ほか、小峰書店、1954年）
- 『四年生の赤い鳥』（鈴木珊吉ほか、小峰書店、1954年）
- 『光を掲げた人々 2、3、4、5、6、8、9、10、12』（日本放送協会、光の友社、1954年-1955年）
- 『子どもの生活読本』（滑川道夫監修、光の友社、1955年）
- 『昔話風土記百選』（民族童話研究会、小峰書店、1955年）
- 『五年生の赤い鳥』（鈴木珊吉、小峰書店、1955年）
- 『赤い鳥代表作集 3(後期)』（与田準一、小峰書店、1958年）

### 解説を描いた他の画家の作品集
- 『いわさきちひろ作品集1-7』（箕田源二郎・武市八十雄・松本善明・松本猛と共編、岩崎書店、1976年-1977年）